# Sigolena de Albi
Sigolena de Albi (siglo VII) fue una religiosa occitana, primera abadesa del monasterio de Troclar, cerca de Lagrave al Albigès. Venerada como santa por la Iglesia católica y ortodoxa, su festividad es el 24 de julio.

## Biografía
Sigolena nació en Albi en una familia noble: era hija de Cramsici y tenía dos hermanos, Babo, que fue duque del Albigès y Sigibaldo, que fue obispo de Metz. Se casó con un senador de la región de nombre Gisulfo. Destacó por su caridad hacia los pobres y a los 22 años se quedó viuda y decidió dedicarse totalmente a la religión de acuerdo con su padre, que inicialmente quería unas segundas nupcias.
El obispo de Albi la consagró diaconesa, pero como quería vivir retirada pidió a su padre construir un monasterio en una de sus tierras llamada Troclar. Se retiró con otras chicas de la familia distinguida que la siguieron, y se cree que adoptaron la Regla de San Benito. Sigolena fue la primera abadesa de la comunidad; su vida era tan austera que se puso en peligro debido al rigor de la penitencia; se produjeron diferentes supuestos milagros de los que Evantio y Gisloaldo, abades de monasterios cercanos, fueron testigos. 
Cuando sintió que su final estaba próximo, reunió a las monjas y las exhortó a seguir con la penitencia. Después de seis días enferma, su hermano Sigibaldo llegó a su lado el 21 de julio, y la monja murió tres días después. Como abadesa de Troclar la sucedió Alífia. El autor de su vida fue un religioso del monasterio (que según la costumbre de la época era mixto).

## Veneración
Cuando murió, el olor de su cuerpo fue limpiado, según la costumbre de la época, era suave y se extendió por todo el monasterio; fue enterrada en las cercanías, en un lugar nombrada Insula, cementerio por religiosas donde Cramsicio mandó construir un oratorio en honor de San Martín, con un hospicio por peregrinos; otros supuestos milagros en su tumba reforzaron la fama de santidad que ya tenía. 
Las reliquias de la santa fueron conservadas mucho tiempo en Troclar hasta ser trasladadas a la catedral de Albi. La santa se convirtió en patrona de la región y muchas religiosas de Albigès están bajo su devoción. 